# Carlos Quiney
Pour les articles homonymes, voir Quiney.
Carlos Quiney  (Las Palmas de Gran Canaria, 11 juin 1937 – 5 mai 2007) est un acteur espagnol. Il est parfois crédité sous le nom de Charles Quiney.

## Carrière
Carlos Quiney est né et a grandi à Las Palmas de Gran Canaria dans une famille travaillant dans le milieu hôtelier.
Il s'intéresse très tôt à la scène de théâtre amateur au Teatro Insular de Cámara de Las Palmas. Entre 1968 et 1970, il étudie les arts dramatiques à Madrid et suit également une formation de directeur de théâtre. Il travaille ensuite comme acteur et metteur en scène pour diverses productions théâtrales dans le nord de l'Espagne et à Gran Canaria.
Il fait ses débuts au cinéma à la fin des années 1960. De 1969 à 1974, il est surtout actif dans des coproductions hispano-italiennes et travaille souvent avec le réalisateur José Luis Merino. Il est surtout spécialisé dans le genre western spaghetti et est connu pour ses rôles de Zorro (la trilogie de Merino) et de Robin des Bois (dans Robin Hood, l'invincibile arciere).
À la fin des années 1970, il met un terme à sa carrière d'acteur et retourne à Gran Canaria où il travaille dans le milieu immobilier et hôtelier.
Il meurt le 5 mai 2007 à Las Palmas de Gran Canaria à 69 ans.

### Vie privée
Carlos Quiney a été marié à deux reprises. Il a eu deux filles et un garçon de son premier mariage.

## Filmographie
- 1968 : No le busques tres pies... de Pedro Lazaga
- 1969 : L'Otage du IIIème Reich (Comando al infierno) de José Luis Merino : sergent Geronimo Lightcloud
- 1969 : Z comme Zorro (La última aventura del Zorro) de José Luis Merino : Antonio Sandoval / El Zorro
- 1970 : La Furie des Kyber (La furia dei Khyber) de José Luis Merino : Tantya
- 1970 : Robin Hood, l'invincibile arciere de José Luis Merino : Robin des Bois
- 1970 : Des dollars pour McGregor (Ancora dollari per i MacGregor) de José Luis Merino : George Forsyte
- 1970 : Le Monstre du château (Il castello dalle porte di fuoco) de José Luis Merino : Janos Dalmar
- 1970 : Quatre Déserteurs (Cuatro desertores) de Pascual Cervera
- 1970 : Les Desperados de l'Arizona (Los rebeldes de Arizona) de José María Zabalza : Alan Jackson
- 1970 : Du plomb sur Dallas (Plomo sobre Dallas) de José María Zabalza : Dale Brice
- 1970 : Consigna: matar al comandante en jefe de José Luis Merino
- 1971 : Zorango et les comancheros (Zorro il cavaliere della vendetta) de José Luis Merino et Luigi Capuano : Antonio Sandoval / El Zorro
- 1971 : El Zorro de Monterrey de José Luis Merino : Antonio Sandoval / El Zorro
- 1972 : La rebelión de los bucaneros de José Luis Merino : capitaine MacDonald
- 1973 : Les Orgies macabres (La orgía de los muertos) de José Luis Merino : le majordome